# Экстоксикон
Экстоксикон (лат. Aextoxicon) — единственный род семейства Экстоксиковые (лат. Aextoxicaceae). — семейство двудольных растений, включённых в группу базальные эвдикоты по системе классификации APG II. Ранее род включали в семейство Молочайные.
Род включает единственный вид — Экстоксикон пятнистый (Этоксикон точечный) (Aextoxicon punctatum); в литературе на русском языке растение встречается также под названием «длиннолистный тик».
Aextoxicon punctatum — крупное вечнозелёное дерево, произрастающее в Чили и Аргентине (Вальдивские и Магеллановы леса).